# Wiktor Barabasz
Wiktor Barabasz (Bochnia, 30 d'agost, 1855 - Cracòvia, 25 de juliol, 1928), fou un pianista, director d'orquestra i professor d'escola de música polonès.

## Biografia
Des de cap al 1868 va estudiar a l'Escola de Música de la Societat Musical "Muza" de Cracòvia amb A. Płachecki i K. Hofman, i després va estudiar a Viena amb J. Dachs (piano) i F. Krenn (teoria). Es va graduar al conservatori de música de Viena (1874–1876). Fundador del Cor Acadèmic de Cracòvia (1878) que va dirigir fins al 1919, i també del cor de la Societat Musical. El 1888 va fundar una orquestra simfònica amateur, va organitzar concerts històrics, concerts de compositors i "concerts folklòrics" per als residents més pobres de Cracòvia.
Va donar suport a Żeleński en conflictes entre el Conservatori i la junta de la Societat Musical. Fins al 1921 va ser president de la Societat Musical, i entre els anys 1921 i 1928 director del Conservatori de Cracòvia. Des de cap al 1868 va estudiar a l'Escola de Música de la Societat Musical "Muza" de Cracòvia amb A. Płachecki i K. Hofman, i després va estudiar a Viena amb J. Dachs (piano) i F. Krenn (teoria). Després de tornar a Cracòvia, va esdevenir professor de piano a l'Escola de Música de la Societat Musical de Cracòvia, que es va restablir el 1876 (transformada en Conservatori el 1888); va romandre en aquest càrrec fins al final de la seva vida, i on entre els seus molts alumnes, tingué la famosa Władysława Markiewiczówna.
El 1878 va fundar el Cor Acadèmic de Cracòvia, que va dirigir fins al 1919. Va ser director artístic de la Societat Musical de Cracòvia dues vegades (1886-1909 i 1918-21); el 1888 va fundar una orquestra simfònica amateur, va organitzar concerts històrics, concerts de compositors i "concerts folklòrics" per als residents més pobres de Cracòvia. Va donar suport a W. Żeleński en conflictes entre el Conservatori i la junta de la Societat Musical. Després de la mort de Żeleński (1921), va assumir la direcció del Conservatori, dimitint del seu càrrec a la Societat. Va recuperar les instal·lacions per a l'escola al Teatre Vell (transformat en un hospital militar durant la guerra), va nomenar molts professors nous, va desenvolupar noves regulacions per al Conservatori i va millorar les seves finances. Va planejar una reforma profunda de l'escola, que, però, no va aconseguir dur a terme. Durant la direcció de Barabasz, el nombre d'alumnes al Conservatori va superar els 600.
Enterrat al cementiri de Rakowicki de Cracòvia (secció AD, fila nord).
Era el germà gran de Stanisław Barabasz.